# Fluglage
Die Fluglage ist die Lage im dreidimensionalen Raum, die ein Luftfahrzeug gerade einnimmt. Sie ist von besonderer Bedeutung für die Flugsteuerung, da eine stabile Fluglage für den normalen Flug aufgrund der Aerodynamik nur innerhalb gewisser Grenzen möglich ist.
Die Fluglage wird durch die drei Achsen beschrieben, um die sich das Luftfahrzeug drehen kann. Die Schräglage im Kurvenflug überschreitet normalerweise nicht 30°, um unnötigen Luftwiderstand zu vermeiden; der Anstellwinkel liegt üblicherweise im Bereich von −5° und +10°. Der Schiebewinkel soll normalerweise Null sein, es sei denn, es handelt sich um einen Seitengleitflug (Slip).

## Kräftegleichgewicht
Beim aerodynamisch sauberen horizontalen Geradeaus-Flug, kurz Horizontalflug, wirkt die Gewichtskraft genau in der Lotrichtung und die Tragflächen werden symmetrisch umströmt. Beim Kurvenflug hingegen soll die Hochachse zum sogenannten Scheinlot weisen, der Resultierenden aus Gewichts- und Fliehkraft:

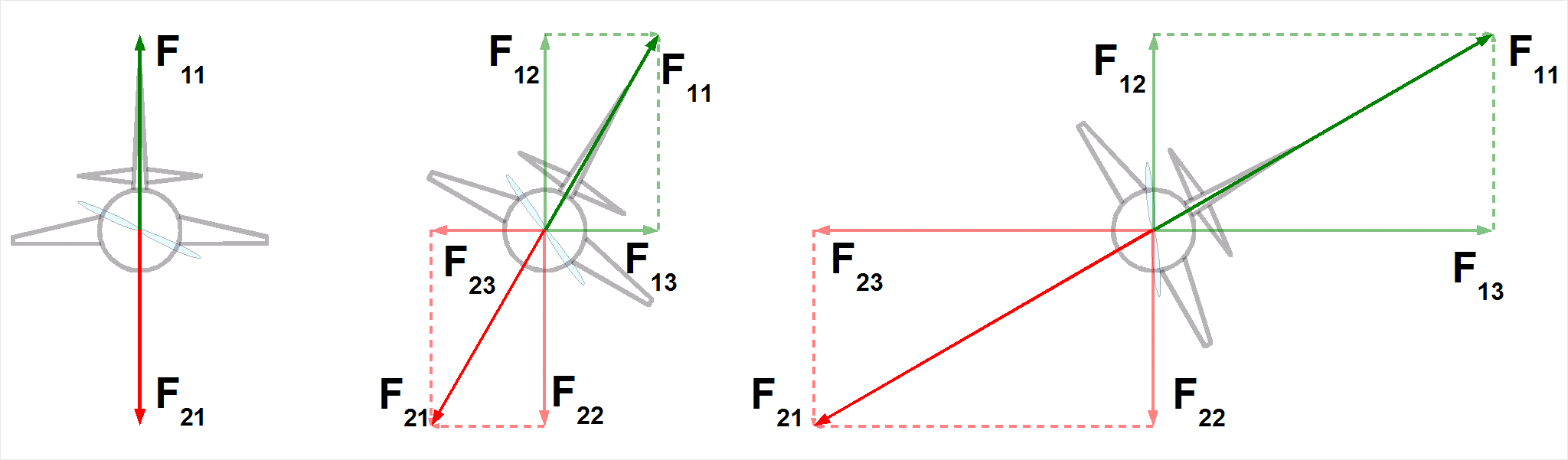
Kräfte beim Kurvenflug:
F11: Aerodynamischer Auftrieb F12: Auftrieb F13: Zentripetalkraft
F21: Resultierende Gewichtskraft F22: Gewicht F23: Zentrifugalkraft

## Sichtnavigation und Instrumentenflug
In kleinen Flugzeugtypen beurteilt der Pilot die Fluglage vor allem visuell (Sichtnavigation), kontrolliert sie aber periodisch mittels der Navigationsinstrumente (Horizont, Wendezeiger, im Segelflug auch Strömungsfaden). Bei korrekter Schräglage im Kurvenflug bleibt die Kugel des Wendezeigers genau in der Mitte liegen (Scheinlot). 
Beim Instrumentenflug (IFR) zeigt der künstliche Horizont auch ohne Außensicht die Fluglage an, so dass der Pilot – aber auch der Autopilot – das Flugzeug mit diesen Informationen sicher steuern kann. Für den Piloten ist es nicht immer möglich, die Fluglage ohne Instrumente einzuschätzen. Schlechte Sicht oder Dunkelheit (Wolken- und Nachtflug) kann den Blick zu Bezugspunkten auf dem Boden (z. B. Horizont) verhindern. Auch die durch Flugmanöver auf den Piloten einwirkenden Kräfte lassen keinen Rückschluss auf die Fluglage des Fluggerätes zu.

## Kunstflug
Sollte das Flugzeug in eine unkontrollierte Fluglage kommen, kann es trudeln und muss vom Piloten wieder abgefangen werden. Im Kunstflug werden absichtlich extreme Fluglagen demonstriert. Da viele Kunstflugfiguren wahlweise auf dem Rücken oder in aufrechter Lage geflogen werden können, wird vor den Namen der eigentlichen Figur oft der Begriff „Canopy Up“ oder „Canopy Down“ gestellt. Zum Beispiel kann der Humpty-Bump entweder „Canopy Up“ oder „Canopy Down“ geflogen werden. 

### Canopy Up/Wheel Down
Als Canopy Up werden Kunstflugmanöver bezeichnet, bei denen sich die Haube (engl. Canopy) oben befindet. Der Begriff Canopy Up kann auch durch Wheel Down ersetzt werden, da das Fahrwerk eines Flugzeugs naturgemäß „unten“ ist, wenn sich die Haube „oben“ befindet. „Canopy Up“ heißt also, dass die Figur aufrecht geflogen wird. 

### Canopy Down/Wheel Up
Canopy Down bezeichnet Kunstflugmanöver, die mit der Haube (engl. Canopy) nach „unten“ geflogen werden. Anstatt von Canopy Down kann man auch Wheel Up sagen, da das Fahrwerk eines Flugzeugs „oben“ ist, wenn sich die Haube „unten“ befindet. „Canopy Down“ bedeutet also, dass die Figur auf dem Rücken absolviert wird.